# Google Play Книги
Google Play Books, раніше Google eBooks, це служба розповсюдження електронних книг, якою керує Google, частина лінійки Google Play. Користувачі можуть купувати та завантажувати електронні книги та аудіокниги з Google Play, який пропонує понад п’ять мільйонів книг, а Google стверджує, що це «найбільша колекція електронних книг у світі». Книги можна читати у спеціальному розділі «Книги» на веб-сайті Google Play за допомогою мобільного додатку, доступного для Android та iOS. Користувачі також можуть завантажити до 2000 електронних книг у форматах PDF або EPUB. Google Play Книги доступні в 75 країнах світу.
Google Play Книги було запущено в грудні 2010 року з програмою для торговельних посередників, яка дозволяє незалежним книготорговцям продавати електронні книги Google на своїх веб-сайтах за скорочення продажів. Він також запустив партнерську програму у червні 2011 року, дозволяючи власникам веб-сайтів отримувати комісію, спрямовуючи продажі до Google eBookstore, що тоді називався. Однак у квітні 2012 року програма торгових посередників завершилася, а Google заявив, що вона «не набула тієї популярності, на яку ми сподівалися», і «не задовольнила потреби багатьох читачів або продавців книг». Партнерська програма була закрита для нових реєстрацій у лютому 2012 року, коли Google оголосив, що скоротить масштаб ініціативи, зробивши її приватною та лише за запрошеннями.
Мобільний додаток для Android зазнав кількох значних оновлень з моменту його появи, включаючи різні режими читання з кольоровими контрастами, підтримку виділення тексту та створення нотаток, збільшений перегляд із легким ковзанням сторінок, щоб покращити читання непрочитаних книг від обкладинки до обкладинки, режим вертикального прокручування для коміксів, функція «Night Light», яка поступово фільтрує синє світло, щоб зменшити напругу очей після заходу сонця.
Оскільки було помічено, що в магазині Play Books міститься багато піратського вмісту, у 2015 році Google припинив нові реєстрації у своїй програмі для видавців. Програму було відновлено лише в 2018 році, коли вона включила автоматизований процес відхилення книг, які містять великий текст, скопійований з інші книги вже в магазині.

## Історія
Google eBookstore було запущено 6 грудня 2010 року, у ньому представлено понад три мільйони книг, що робить його «найбільшою колекцією електронних книг у світі». На момент запуску, сервіс співпрацював зі 100 незалежними книготорговцями, а кількість видавців становила 5000. У травні 2011 року кількість незалежних книготорговців і 7000 видавців зросла до 250, а в США було доступно три мільйони безкоштовних електронних книг Google із двох мільйонів на момент запуску. Служба мала кодову назву Google Editions, назву, під якою широко припускали, що служба буде запущено. Директор Google Books в інтерв’ю ще в липні 2009 року говорив про бачення Google відкрити магазин електронних книг для друкованих книг. Тодішня назва «TechHive» повідомила в жовтні 2009 року, що служба буде запущено в першій половині 2010 року, перед Google співробітник повідомив ЗМІ в травні, що запуск відбудеться в червні або липні. Фактичний запуск відбувся в грудні.
Магазин очолював Ден Кленсі, який також керував Google Books. Кленсі заявив, що Google Editions дозволить видавцям встановлювати ціни на свої книги та погоджуватиметься на «агентську» модель, згідно з якою видавець вважається продавцем, а онлайн-продавець діє як «агент». Кленсі також підкреслив, що електронні книги Google можна буде читати на будь-якому пристрої, що вказує на відкритий характер платформи. Це також зробить електронні книги доступними для продажу в книгарнях, надаючи «переважну більшість» доходу магазину. Вже оцифрувавши 12  мільйони фізичних книжок на той час, включно з назвами, які закінчилися, Google запропонував «набагато більший» вибір, ніж Amazon і Apple.
У червні 2011 року Google запровадив партнерську програму для електронних книг, що дозволяє веб-сайтам отримувати комісійні, спрямовуючи продажі в Google eBookstore. Електронні книги Google включено до списку Партнерської мережи Google.
У березні 2012 року Google переробив усі свої служби цифрового розповсюдження в єдину платформу під назвою Google Play, а Google eBookstore став Google Play Книгами.
У квітні 2012 року компанія Google оголосила, що до кінця січня 2013 року її партнерська програма для торгових посередників буде припинена.
У липні 2013 року Google вніс деякі зміни до сторінки політики видавців для Google Play Книг, видаливши згадки про ціни комплектів книг і додавши кілька згадок про прокат електронних книг. Google також припинив підтримку широкого розмаїття електронних книг формат файлу, які він раніше приймав, зокрема DOC, XML, HTML, MOBI та PDB, щоб зосередитися насамперед на форматі EPUB.
На початку травня 2015 року Google оголосив, що для Google Play Books використовуватиметься новий спеціальний шрифт під назвою Literata.
Ближче до кінця місяця Google оголосив, що тимчасово закриває свій Партнерський центр книг для нових реєстрацій, заявивши, що це робиться для «покращення наших можливостей керування вмістом і покращення взаємодії з користувачем». Імовірно, це стало відповіддю на спостереження за масштабним піратством в електронному книжковому магазині, про які повідомило The Digital Reader. Однак він продовжував залишатися закритим протягом тривалого часу, що змусило The Digital Reader припустити, що закриття буде остаточним, зазначивши, що «Google має лише мінімальний інтерес до електронних книг». Протягом цього часу автори та видавці могли додавати свій вміст до магазину лише через агрегатори, як-от PublishDrive, ebookpartnership і StreetLib.
У вересні 2015 року Google придбала Oyster, послугу електронних книг на основі підписки. У рамках придбання компанія Oyster закрила існуючу службу на початку 2016 року, а її засновники приєдналися до Google Play Books у Нью-Йорку.
У січні 2018 року Google почав продавати аудіокниги, які можна слухати через додаток.
У червні 2018 року Google знову відкрив свою програму видавців для нових реєстрацій. Щоб приборкати піратство, тексти нових книг тепер порівнюватимуться з текстами інших книг у магазині.

### Програма посередників
Під час запуску компанія Google уклала партнерські відносини з незалежними книготорговцями, що дало їм змогу продавати електронні книги Google на своїх веб-сайтах за меншу суму продажів. Серед партнерів книгарні — Powell's, Alibris і учасники Асоціації американських книготорговців.
У дописі в блозі в травні 2011 року Google оголосив, що має понад 250 незалежних книготорговців-партнерів, у порівнянні з трохи більше ніж 100 на момент запуску.
У квітні 2012 року Google вирішила припинити програму торговельних посередників, заявивши, що програма «не набула тієї популярності, на яку ми сподівалися», і що «зрозуміло, що програма торгових посередників не задовольняє потреби багатьох читачів або продавців книг». Програму було припинено наприкінці січня 2013 року. Як зазначає Publishers Weekly, послуга «прагнула залучити незалежних роздрібних торговців до цифрової роздрібної торгівлі», надаючи місцевим книжковим магазинам плату за кожну книгу, придбану споживачами, але місцеві магазини повинні були займатися власним маркетингом і рекламою, на що «багатьом магазинам просто не вистачало ресурсів». Розцінений як «великий удар для невеликих книгарень, які прагнуть конкурувати з Amazon і Barnes & Noble», цей крок викликав серйозні критика з боку галузі. У листі до своїх членів Американська асоціація книготорговців заявила, що вона дуже розчарована рішенням Google, зазначивши, що ця зміна може бути «збентеженою та руйнівною» для книготорговців. «Як величезна багатонаціональна корпорація, Google має інтереси далеко за межами незалежних книжкових магазинів і книжкового світу в цілому, і часом їй бракувало розуміння багатьох основних принципів нашої галузі», — йдеться в листі.

### Партнерська програма
У червні 2011 року Google запустив партнерську програму для Google eBooks, дозволяючи власникам веб-сайтів отримувати комісію, спрямовуючи продажі в Google eBookstore. Раніше Google тестував програму як обмежену бета-версія в грудні 2010 року за допомогою Goodreads. Стати партнером описано Gigaom як триетапний процес: користувачі спочатку повинні були зареєструвати обліковий запис AdSense і отримати схвалення, потім приєднатися до Google Affiliate Network і отримати схвалення, а потім зареєструватися як філія електронних книг. Власники веб-сайтів можуть заробляти від 6 до 10% від продажної ціни книги, залежно від кількості книг, проданих через партнерських рефералів.
У лютому 2012 року Google оголосив про своє рішення скоротити партнерську програму, перетворивши її на приватну ініціативу та видаливши більшість афілійованих компаній. Електронні книги Google більше не будуть указані як рекламодавець у партнерській мережі Google. Раніше Google припинив приймати нові заявки на те, щоб стати філією, більше ніж за два тижні до оголошення.
Ті, кого було вилучено з програми, отримували комісійні за продажі до 15 березня 2012 року. Google заявив, що й надалі додаватиме афілійованих осіб, але лише на основі запрошень. Помилково Google також сповістила незалежних книготорговців про те, що їхній партнерський статус закінчиться, але пізніше уточнив, що не має наміру видаляти незалежних книготорговців із партнерської програми, і сказав, що «працює над відновленням тих, хто був помилково сповіщений».

### Піратство
У травні 2015 року «The Digital Reader» повідомила про свої висновки про широке піратство, яке переважає в магазині Play Books. Письменник веб-сайту Нейт Хоффелдер зазначив, що було кілька піратів електронних книг, які продавали неавтентичні копії електронних книг за зниженими цінами. Вони були нижчої якості, із «відсутнім форматуванням, загальними чи застарілими обкладинками та іншими проблемами». Через день «The Digital Reader» повідомив, що Google видалив списки піратських книг у відповідь на статтю, але вважав це далеко від достатньо.

## Платформи
Придбані книги можна читати у спеціальному розділі «Книги» на веб-сайті Google Play через мобільний додаток, доступний для пристроїв Android і iOS, а також за допомогою програми веб-переглядача Google Chrome. Завантаження та читання в режимі офлайн підтримуються в мобільних програмах і через веб-браузер Chrome..

### Функція мобільного додатка

Зразок шрифту Literata для Google Play Книг

Під час запуску ознайомлювальні функції включали такі налаштування, як вибір шрифту, розміру шрифту, міжрядкового інтервалу та денного/нічного режимів читання, а також можливість вибрати позицію для читання під час використання кількох пристроїв. На Android, на головному екрані програми відображаються нещодавно відкриті книги, а також рекомендації книг. У розділі «Моя бібліотека» показано усі книги згруповані в три категорії: «Покупки», «Зразки» та «Завантаження». Книги можна «зберігати на пристрої» для читання офлайн. У Play Books є 3D ефект перегортання сторінок, який можна вимкнути. Це також дозволяє користувачам гортати сторінки за допомогою регуляторів гучності на пристрої Інтерфейс веб-сайту не підтримує різні режими читання чи будь-який ефект перегортання сторінок. Текст можна читати вголос за допомогою механізму перетворення тексту в мовлення пристрою або Google Text-to-Speech із опцією «Високоякісний голос» у налаштуваннях, хоча ця функція вимагає підключення для передачі голосових даних.
У вересні 2012 року Google Play Книги на Android було оновлено, щоб додати новий сепія режим читання на додаток до денного та нічного режимів; інформаційні картки для невідомих письмових географічних місць і словникових визначень; переклад слова або фрази; і підтримка виділення тексту та написання приміток. у серпні 2013 року режим читання сепією, виділення тексту та створення нотаток було зрештою розширено до програми iOS.
У травні 2013 року Play Books почали дозволяти користувачам безкоштовно завантажувати файли PDF і EPUB через веб-сайт Play Books із підтримкою до 1000 файлів. Android додаток було оновлено в грудні 2013 року з підтримкою завантаження файлів.
У жовтні 2014 року Play Books було оновлено, щоб дозволити користувачам торкнутися центру екрана, щоб увійти в режим «прогляду», коли сторінка зменшується, щоб користувачі могли легко перемикатися між сторінками, щоб покращити досвід читання книг які зазвичай не читаються повністю, як-от нон-фікшн, кулінарні книги та підручники.
У листопаді 2015 року Play Books було оновлено функціями, призначеними для шанувальників коміксів. Оновлення додало новий досвід вертикального прокручування для коміксів у ландшафтному режимі, а також нові підібрані сторінки та рекомендації для коміксів із параметрами організації за випусками і гучність.
У грудні 2015 року Play Books було оновлено, щоб включити функцію «Нічне світло», яка «поступово відфільтровує блакитне світло з екрана, замінюючи його теплим бурштиновим світлом, коли сонце заходить». Google стверджує, що нічне світло «автоматично адаптується до кількості природного сонячного світла на вулиці залежно від часу доби, забезпечуючи потрібну температуру та яскравість».
У липні 2016 року Play Books було оновлено «Bubble Zoom», функцією машинного навчання створення зображень, яка розпізнає об’єкти в коміксах і «розширює виноски коміксів одним натисканням, роблячи їх супер легко читати на мобільному пристрої»..

## Книги в Google Play
Магазин Google Play є основним джерелом електронних книг для читання в Google Play Books. Станом на  2013 доступно понад п’ять мільйонів назв.
Окремі книги, в основному підручники, доступні для прокату. Період прокату починається відразу після здійснення платежу, а не після відкриття книги. Google Play також дозволяє користувачам попередньо замовляти електронні книги, щоб вони автоматично доставлялися, щойно вони стануть доступними.

### Формати файлів
Спочатку Google дозволив видавцям і авторам завантажувати книги в низці форматів, зокрема DOC, PDF, PDB,  MOBI, EPUB і HTML. Але в липні 2013 року підтримку всіх цих форматів, крім PDF і EPUB, було припинено. Станом на 2017 рік Google приймає EPUB версії 2.0.1 і 3.0.1. Якщо формат EPUB недоступний, приймаються як текстові, так і графічні PDF-файли, причому перевага надається PDF-файлам із текстовим шаром.
Для читання в e-readers або програмах сторонніх розробників, деякі електронні книги, але не всі, можна завантажити у форматах EPUB («текучий текст») або PDF («оригінальні сторінки»). Google зазначає на своїх сторінках підтримки, що перевага EPUB над PDF полягає в тому, що він дозволяє адаптувати текст книги до різних розмірів екрана та пропонує менші розміри файлів.
Видавці мають можливість увімкнути захист керування цифровими правами (DRM) для завантаження цифрових файлів електронних книг. Використовується система DRM Adobe Content Server 4. Для підтримки Adobe Digital Editions і Google потрібні електронні пристрої для читання зазначає на своїх сторінках підтримки, що «Книги, придбані в Google Play, не працюватимуть на пристроях Amazon Kindle.

### Наявність

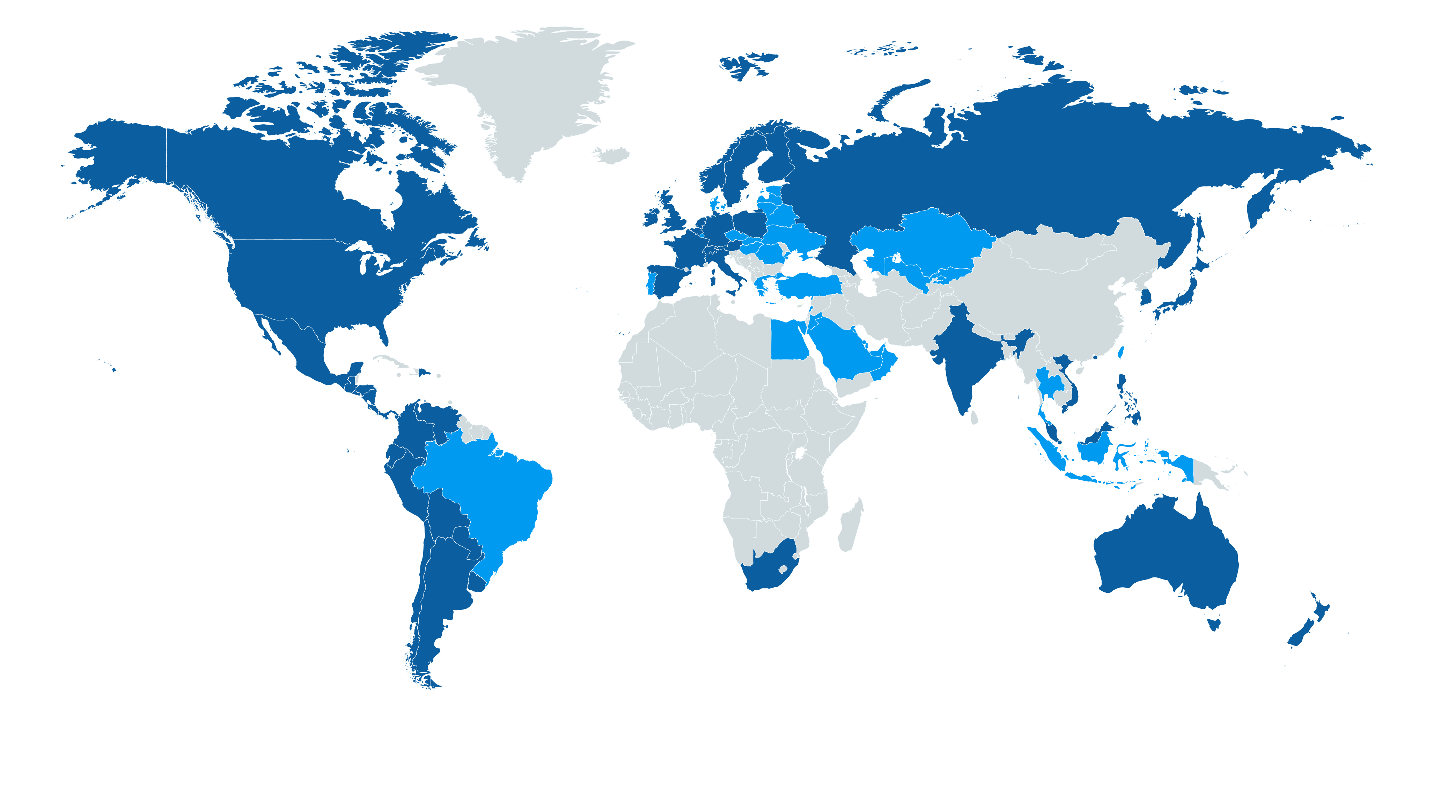
Глобальна доступність Google Play Книг

#### Країни, де доступні

##### Електронні книги
Аргентина, Австралія, Австрія, Бахрейн, Білорусь, Бельгія, Болівія, Бразилія, Канада, Чилі, Колумбія, Коста-Ріка, Чехія, Данія, Домініканська Республіка, Еквадор, Єгипет, Сальвадор, Естонія, Фінляндія, Франція, Німеччина, Греція, Гватемала, Гондурас, Гонконг, Угорщина, Індія, Індонезія, Ірландія, Італія, Японія, Йорданія, Казахстан, Кувейт, Киргизстан, Латвія, Ліван, Литва, Люксембург, Малайзія, Мексика, Нідерланди, Нова Зеландія, Нікарагуа, Норвегія, Оман, Панама, Парагвай, Перу, Філіппіни, Польща, Португалія, Катар, Румунія, Росія, Саудівська Аравія, Сінгапур, Словаччина, Південна Африка, Південна Корея, Іспанія, Швеція, Швейцарія, Тайвань, Таїланд, Туреччина, Україна, Об’єднані Арабські Емірати, Сполучені Штати Америки Королівство, США, Уругвай, Узбекистан, Венесуела, В’єтнам.

##### Аудіокниги
Аргентина, Австралія, Австрія, Бельгія, Болівія, Бразилія, Канада, Чилі, Колумбія, Коста-Ріка, Домініканська Республіка, Еквадор, Сальвадор, Фінляндія, Франція, Німеччина, Гватемала, Гондурас, Гонконг, Індія, Ірландія, Італія, Японія, Малайзія, Мексика, Нідерланди, Норвегія, Нова Зеландія, Нікарагуа, Панама, Парагвай, Перу, Філіппіни, Польща, Росія, Південна Африка, Південна Корея, Іспанія, Сінгапур, Швеція, Швейцарія, Великобританія, Сполучені Штати, Уругвай, Венесуела, В'єтнам.

#### Історія розширення
Google Play Books було запущено в Мексиці в березні 2013 року; Австрія, Бельгія, Ірландія та Португалія в червні 2013; Південна Африка, Швейцарія та Туреччина в листопаді 2013; Аргентина, Чилі, Колумбії, Перу та Венесуели в грудні 2013 р.; Білорусь, Казахстан, Киргизстан і Узбекистан у листопаді 2014 р.; Естонія, Латвія, Литва та Україна у вересні 2014 і Бахрейн, Єгипет, Йорданія, Кувейт, Ліван, Оман, Катар, Саудівська Аравія та Об’єднані Арабські Емірати в січні 2016 року.

## Критика
У грудневому огляді 2010 року Лаура Міллер із «Salon» написала, що назви суспільного надбання в Google eBookstore були «нижчої якості», ніж на конкуруючих службах, написавши що деякі назви «очевидно не були перевірені, а відскановані сторінки оригіналу важко читати». Незважаючи на це, Міллер виявив цікавим те, що назви загальнодоступного домену мали функцію перегляду їх як «відскановану версію — з оригінальним шрифтом, нумерацією сторінок і навіть бібліотечними штампами та маргіналіями, в основному фотографіями друкованих сторінок», а також як «текучий текст» з можливістю пошуку, відтворений оптичним розпізнаванням символів». Міллер також написав, що в електронному книжковому магазині було нелегко шукати, «іронія долі, враховуючи, що імперія Google була побудована на пошуку». Вона розкритикувала користувальницький інтерфейс за те, що він «поганий» і нібито «розроблений людьми, які майже нічого не знають про книжкову торгівлю». Вона похвалила рішення Google включити рецензії читачів із Goodreads, написавши, що це «допомагає, оскільки вони часто більш продумані, ніж середні рецензії читачів Amazon», хоча знову критикує «пов’язані книги для поганих пропозицій. Вона також похвалила те, що Google налагодила партнерські відносини з незалежними книгарнями, написавши, що це «чудовий спосіб підтримати книжкові магазини по сусідству, а також дозволяє клієнтам Google eBookstore отримати досвід людей, чия робота всього життя полягає в тому, щоб надавати читачам правильні книги».
У травневому огляді 2014 року Райлі Денніс з «MakeUseOf» написав, що «нещодавно Google Play розширює охоплення до всіх форм медіа, а Play Books — це один із розділів, який помітно покращився і тепер є справжнім суперником електронного читання. змагання». Денніс похвалив можливість завантажувати особисті електронні книги на додаток до їх покупки, написавши, що це робить Play Books «чудовим універсальним пристроєм для читання електронних книг». Крім того, він похвалив мобільну програму для Android, написавши, що «Play Books — це насолода читати, від неймовірно простого інтерфейсу до настроюваного та плавного читання», і що анімація, що гортає сторінки, була «чудовою», «реалістичною» і «гладкий». Пишучи про різні форми доступних варіантів налаштування, він зазначив, що «поля не можна змінити», а також розкритикував інтерфейс веб-сайту за відсутність кількох функцій, які були присутні в мобільному додатку. Денніс завершив свою рецензію, написавши: «Play Books — це надійний додаток для електронного читання, але він ще має можливість розвиватися».